# Уиггинс, Кэндис
Кэндис Дана Уиггинс (англ. Candice Dana Wiggins; род. 14 февраля 1987 года в Балтиморе, штат Мэриленд, США) — американская профессиональная баскетболистка, выступавшая в женской национальной баскетбольной ассоциации. Была выбрана на драфте ВНБА 2008 года в первом раунде под общим третьим номером клубом «Миннесота Линкс». Играла на позиции атакующего защитника.

## Ранние годы
Кэндис родилась 14 февраля 1987 года в городе Балтимор (штат Мэриленд) в семье Алана и Анджелы Уиггинс, у неё есть брат, Алан, и сестра, Кассандра. Когда ей исполнилось три года, её семья перебралась в город Сан-Диего (штат Калифорния), где через год она потеряла своего отца, который умер от СПИДа. Уиггинс посещала среднюю школу Ла-Холья Кантри Дэй, которая находится в северо-западном районе Сан-Диего Ла-Холье, где она выступала за местную баскетбольную команду.